# پیتر هارگریوز
پیتر هارگریوز (انگلیسی: Peter Hargreaves) (زاده ۱۹۴۶) کارآفرین، بازرگان و مدیر ارشد اجرایی بریتانیایی است، که در سال ۱۹۸۱ شرکت هارگریوز لندس‌داون تأسیس نمود.